# Яшмолкіно
Яшмо́лкіно (рос. Яшмолкино, марій. Митрусер) — присілок у складі Гірськомарійського району Марій Ел, Росія. Входить до складу Мікряковського сільського поселення.

## Населення
Населення — 87 осіб (2010; 119 у 2002).
Національний склад (станом на 2002 рік):
- гірські марійці — 95 %